# ルシアン・プティブルトン

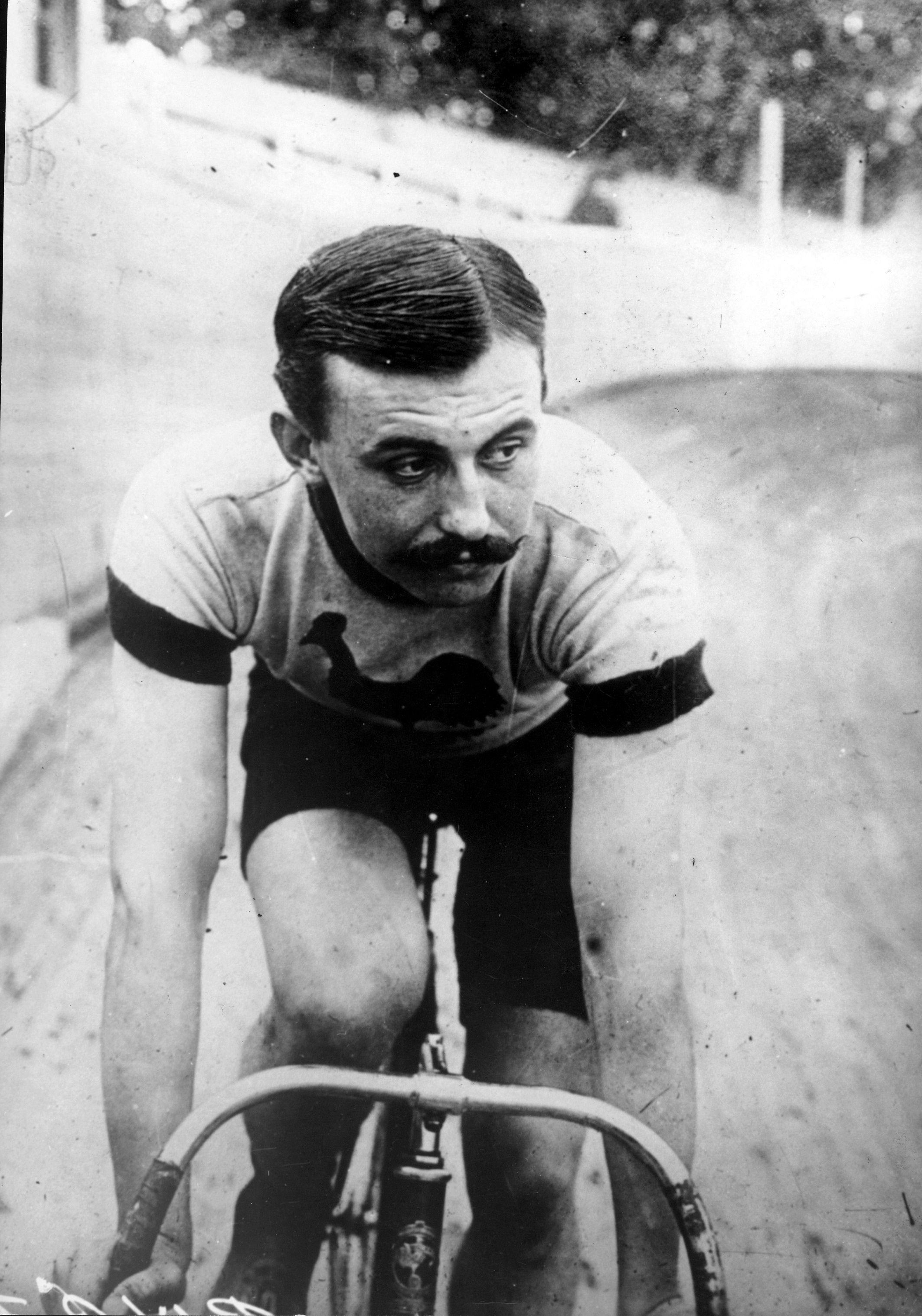
ルシアン・プティブルトン

ルシアン・プティブルトン（Lucien Petit-Breton。1882年10月18日-1917年12月20日）は、フランスの名自転車競技選手。しかし自転車競技選手としてのキャリアはアルゼンチンでスタートした。

## 経歴
本名はルシアン・ジョルジュ・マザン（Lucien Georges Mazan）という。フランス・ロワール・アンフェリウール県（現在のロワール＝アトランティック県）・プレセ出身。6歳のとき、一家はアルゼンチンに移住。アルゼンチン国籍を取得した。
宝くじで自転車を手にしたことがきっかけで自転車競技生活をスタートさせた。父親は正真正銘の自転車選手にさせたいという願いから、ルシアン・ブルトンという自転車競技選手がいたことにちなんで、ルシアン・プティブルトンというニックネーム（芸名）を名づけた。したがって自転車競技選手としてはその名称で登録された。
プティブルトンは当時アルゼンチンでは有名なトラックレースで優勝を経験。1902年に徴兵を受けたことから、母国・フランスへ戻ることに。そして母国へ戻って自転車競技生活を続けることになった。2年後の1904年に、24時間耐久のトラックレースである、ボルドールレース（en:Bol d'Or cycle race）を制覇。1905年には41.110kmを走りぬいてアワーレコードを樹立した。そして同年、プティブルトンはロードレースのキャリアをスタートさせた。

### ツール・ド・フランス連覇達成
プティブルトンは、1905年のツール・ド・フランスに初出場し、総合5位。翌1906年は総合4位に入った。1907年のツールでは、第9、11ステージを制し、第10ステージより総合首位に躍り出たが、そのまま最後まで守り通して初の総合優勝。翌1908年のツールにおいても、区間4勝を挙げ、第3ステージより総合首位に躍り出るやそのまま押し切り、ツール・ド・フランス史上初の総合2連覇を達成した。

### 悲劇の最期
この他の実績として、1907年創設のミラノ〜サンレモの初代総合優勝者となり、1908年にはパリ〜ブリュッセルを制覇した。しかし第一次世界大戦勃発により軍隊の召集を受けたことから、自転車競技選手としてのキャリアは、ここで絶たれることになった。1917年、車を運転中にトロワ近郊で対向車と衝突し、事故死した。35歳だった。